# Gary Pearce
Gary Malcolm Pearce (* 27. Februar 1944 in Leichhardt, New South Wales) ist ein ehemaliger australischer Ruderer. 1968 gewann er mit dem australischen Achter eine olympische Silbermedaille.

## Sportliche Karriere
Der 1,82 m große Gary Pearce trat bei den Olympischen Spielen 1964 in Tokio zusammen mit Barclay Wade im Doppelzweier an. Die beiden Australier belegten im Vorlauf den fünften Platz und schieden als Vierte ihres Hoffnungslaufs aus. In der Gesamtwertung belegten sie den 13. und letzten Rang.
Bei den Olympischen Spielen 1968 in Mexiko-Stadt trat der australische Achter in der Besetzung Alfred Duval, Michael Morgan, Joseph Fazio, Peter Dickson, David Douglas, John Ranch, Gary Pearce, Robert Shirlaw und Steuermann Alan Grover an. Die Australier belegten im Vorlauf den zweiten Platz hinter dem Deutschland-Achter und vor dem Boot aus der Tschechoslowakei. Im Hoffnungslauf gewannen die Australier vor dem Boot aus der UdSSR. Im Finale siegten die Deutschen mit etwa einer Sekunde Vorsprung vor den Australiern, eine weitere Sekunde dahinter gewann der Achter aus der Sowjetunion die Bronzemedaille.
Vier Jahre später bei den Olympischen Spielen 1972 in München startete der australische Achter in der Besetzung John Clark, Michael Morgan, Bryan Curtin, Richard Curtin, Robert Paver, Kerry Jelbart, Gary Pearce, Malcom Shaw und Steuermann Alan Grover. Die Australier belegten im Vorlauf den vierten Platz hinter den Booten aus der UdSSR, den Niederlanden und der DDR. Mit einem Sieg im Hoffnungslauf erreichten die Australier das Halbfinale, dort belegten sie den fünften Platz. Im B-Finale erreichten sie den zweiten Platz und belegten damit in der Gesamtwertung den achten Rang.
Gary Pearce ist der Sohn von Cecil Pearce, der bei den Olympischen Spielen 1936 für Australien ruderte.